# Hempo von dem Knesebeck
Hempo von dem Knesebeck (* 14. April 1595 in Tylsen (Altmark); † 19. Juni 1656 ebenda) war ein Hofmeister in Anhalt.

## Leben
Hempo war Angehöriger des altmärkischen Adelsgeschlechts von dem Knesebeck. Seine Eltern waren der Literat und vor allem brandenburgische Staatsmann Thomas von dem Knesebeck (1559–1625) und Emerentia, geborene von Alvensleben. Seine Brüder sind Levin von dem Knesebeck und Thomas von dem Knesebeck, die wie er selbst später in die Fruchtbringende Gesellschaft eintraten.
Nach erstem Unterricht durch Hofmeister in Tylsen und Salzwedel studierte er zusammen mit seinen Brüdern an der Universität Helmstedt. Knesebeck immatrikulierte sich dort am 28. Oktober 1607. Im Folgejahr ging er für drei Jahre an die Hohe Schule in Frankfurt an der Oder. Seine weiteren universitären Stationen waren Wittenberg (1612), Marburg (1612–1615) und Heidelberg (1615–1616). Neben Philosophie studierte Knesebeck Rechtswissenschaften.
Zu Michaelis 1616 startete er zusammen mit seinen beiden Brüdern zur obligaten Cavalierstour, welche ihn durch die Schweiz, Frankreich, Großbritannien und auf der Rückreise durch die Niederlande führte. Im Januar 1618 kamen sie wieder zu Hause an.
Am Osterfest desselben Jahres berief Fürst Christian I. von Anhalt-Bernburg Knesebeck zum Kammerjunker und Stallmeister an seinen Hof in Amberg. Dieser stand auch nach der Schlacht am Weißen Berg treu zu seinem Fürsten und diente ihm in vielen diplomatischen Missionen. Diese führten Knesebeck nach Ungarn, Österreich, Livland und Schweden. Als Hofmeister begleitete er auch seinen Schüler Fürst Ernst von Anhalt-Bernburg (1608–1632) zur Belagerung von Bergen op Zoom und später nach Venedig.
1624 bis 1626 absolvierte Knesebeck eine kurze Dienstzeit am Hof in Anhalt. Dort nahm ihn Fürst Ludwig I. von Anhalt-Köthen gleich zu Anfang in die Fruchtbringende Gesellschaft auf. Er verlieh diesem den Gesellschaftsnamen der Gute und das Motto so grün als tröge. Als Emblem wurde Knesebeck das Gras zugedacht. Im Köthener Gesellschaftsbuch der Fruchtbringenden Gesellschaft findet sich Knesebecks Eintrag unter der Nr. 88.
Am anhaltischen Hof heiratete Knesebeck am 6. Dezember 1624 Anna Lucretia von Erlach, eine Tochter des Burgmarschalls Burkhard von Erlach. Nach dem Tod seines Vaters 1625 übernahm Knesebeck, als neues Familienoberhaupt, den Familienbesitz. Ab 24. August 1626 bewirtschaftete er seine Güter, bis er Ende desselben Jahres in das Kriegskommissariat der Altmark berufen wird.
Am 22. November 1630 starb seine Ehefrau. Nach einem etwas knapp bemessenen Trauerjahr ehelichte Knesebeck in zweiter Ehe am 17. August 1631 Anna, eine Tochter von Achatz von Jagow. Mit ihr hat er zwei Söhne, Achaz und Thomas.
Seiner Verdienste wegen sollte Knesebeck am 24. Januar 1641 zum kurbrandenburgischen Geheimen Rat befördert werden, doch er lehnte ab. Fünf Jahre später nahm er die Berufung zum altmärkischen Landeshauptmann an und einige Jahre später erreichte er den Höhepunkt seiner Karriere, als er zum Direktor der altmärkischen Ritterschaft gewählt wurde.